# Similosodus atrofasciatus
Similosodus atrofasciatus là một loài bọ cánh cứng trong họ Cerambycidae.